# El matador
El matador (títol original: The Matador) és una pel·lícula de 2005 dirigida per Richard Shepard i protagonitzada per Pierce Brosnan i Greg Kinnear. Ha estat doblada al català.

## Argument
Danny, un home de negocis que es troba de viatge, coneix a Julian, un facilitador de fatalitats, en el bar de l'hotel on tots dos s'allotgen en la Ciutat de Mèxic. Tots dos estan vivint un moment que podria canviar-los la vida, Danny a punt de tancar un tracte i Julian sentint el pes de la solitud de diversos anys. Una nit tots dos veuran néixer una amistat en quedar lligats en un fet que tindrà conseqüències posteriors.

## Localitzacions
La pel·lícula va ser filmada íntegrament en la Ciutat de Mèxic, no obstant això apareixen en la pel·lícula escenes en llocs tan dispars com Sydney, Manila, Tucson, Moscou, Budapest, Las Vegas i Denver.
- Ciutat de Mèxic
- Centre històric de Ciutat de Mèxic

## Repartiment
- Pierce Brosnan, com a Julian Noble.
- Greg Kinnear, com a Danny Wright.
- Hope Davis, com a Carolyn "Bean" Wright.
- Philip Baker Hall com Sr. Randy.

## Crítica
- "No li falta gràcia a l'arrencada (...) es desenvolupa amb desimboltura i un vitriòlic sentit de l'humor. (...) Tot l'edifici de la pel·lícula, no obstant això, fa aigües cap al final."[3]
- "Estimable, àcida i a estones brillant obra (...) mirada lúcida, divertida i subversiva (...) Puntuació: ★★★ (sobre 5)."[4]

## Premis i nominacions
- Nominació per a Pierce Brosnan al Globus d'Or pel Globus d'Or al millor actor musical o còmic
- Nominació per a Pierce Brosnan al Premi IFTA (Premis Irlandesos de Cinema i Televisió) per Millor actor protagonista en una pel·lícula
- Nominació per a Pierce Brosnan al Premi Saturn (Acadèmia estatunidenca de cinema de ciència-ficció, fantasia i terror) com a Millor actor.
- Guanyadora del Premi del Jurat (Festival Internacional de Cinema de Fort Lauderdale) per a Richard Shepard.